# Lake Needoonga
Lake Needoonga är en sjö i Australien. Den ligger i delstaten Western Australia, omkring 66 kilometer norr om delstatshuvudstaden Perth. 
I omgivningarna runt Lake Needoonga växer huvudsakligen savannskog. Runt Lake Needoonga är det mycket glesbefolkat, med 2 invånare per kvadratkilometer. Genomsnittlig årsnederbörd är 649 millimeter. Den regnigaste månaden är juli, med i genomsnitt 113 mm nederbörd, och den torraste är december, med 13 mm nederbörd.